# North West 200
L'International North West 200 est une compétition de vitesse moto nord-irlandaise créée en 1929. Cette course sur route de moto se déroule sur un circuit de 14,4 km (8,97 miles) entre les trois petites villes de Portstewart, Coleraine et Portrush dans le district de Causeway Coast and Glens au bord de l'océan atlantique sur la côte nord de l'Irlande du Nord.
Comportant essentiellement de longues lignes droites coupées par quelques chicanes, ce parcours routier - surnommé « le Triangle » - est l'un des plus rapides au monde, avec des vitesses moyennes de plus de 190 km/h et des vitesses de pointe supérieures à 330 km/h.
L'International North West 200 est l'une des quinze courses sur routes publiques organisées entre avril et octobre dans toute l'Irlande du Nord. Il s'agit du plus grand événement sportif annuel d'Irlande du Nord, le week-end de course attirant plus de 150 000 spectateurs du monde entier.

## Histoire
Initialement destiné à se tenir quelque part dans le nord-ouest de l'Irlande près de Londonderry et organisé par le City of Derry & District Motor Club, l'événement initial a été déplacé sur la côte nord, mais le nom n'a jamais été changé. Depuis 1964, l'événement est organisé par le Coleraine and District Motor Club.
Le North West 200 était à l'origine couru sur deux cents miles 320 km en tant que course à handicap, avant de passer à son format actuel de plusieurs courses distinctes, chacune faisant 4 à 6 boucles le samedi après-midi. Les entraînements ont lieu les mardis et jeudis soir avant la course. Les entraînements et les courses se déroulent sur des routes fermées, mais contrairement aux courses TT de l'île de Man qui se déroulent sous forme de contre-la-montre, tous les coureurs concourent ensemble comme pour les courses sur circuit normales.
Au fil des ans, le nombre et les classes de courses ont varié selon les dernières réglementations. De 1990 à 2010, il y a toujours eu une course de 125 cm3 et depuis 1992, une course est réservée aux Superbikes.
En 2010, la réunion a comporté des essais le jeudi pour la première fois.
L'édition 2011 s'est déroulée le samedi 21 mai. Il y a eu des retards importants en raison d'une fausse alerte à la bombe, puis un important déversement de pétrole sur la piste a entraîné l'annulation de l'évènement après la fin d'une seule course.
À partir de 2012, toutes les séances d'essais se déroulent en journée et le programme des courses a été élargi pour inclure deux courses le jeudi soir. Toutes les courses se déroulent sur six tours, à l'exception de la nouvelle épreuve Supertwin.
En 2022, l'événement, sponsorisé par deux entreprises nord-irlandaises importantes (une compagnie de taxi de Belfast et un distributeur de produits pétroliers) est revenu sous le nom de fonaCab & Nicholl Oils North West 200. C'était la première fois que l'événement avait lieu depuis 2019 après avoir été annulé pendant deux années consécutives en raison de la pandémie de COVID-19.

## Le circuit
Le circuit urbain est composé presque entièrement de voies publiques (A2, B185 et A29) mais comprend trois chicanes ralentisseurs. L'itinéraire, dans le sens inverse des aiguilles d'une montre, pénètre dans la périphérie des villages en passant devant de nombreuses voies privées. La portion qui emprunte l'A2 entre Portrush et Portstewart longe la côte sauvage de l'Atlantique Nord.
Pour améliorer la sécurité, les panneaux de signalisation sont supprimés sur certaines parties de la voie et des balles de foin sont utilisées pour envelopper la base des lampadaires et des poteaux télégraphiques.
La ligne de départ/arrivée d'origine était située près de Magherabouy mais a été déplacée vers Portmore Road à Portstewart en 1930. L'altitude varie de 6 à 75 mètres.

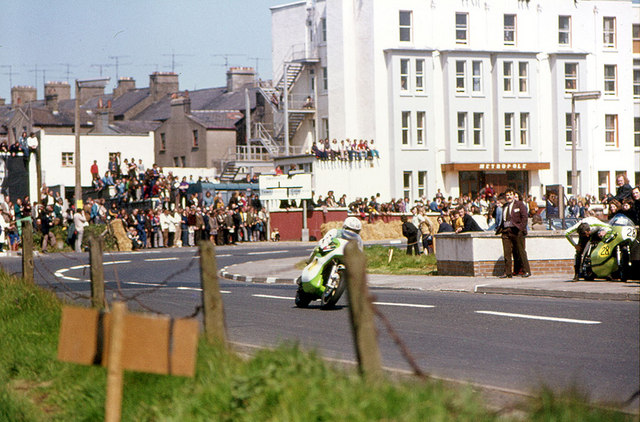
passe devant la Railway Bank à Metropole Corner, Portrush, 1975

1973 a vu les premiers changements majeurs apportés au parcours, qui incluent l'exclusion de la promenade de Portstewart de l'itinéraire et le déplacement de la ligne de départ / arrivée à son emplacement actuel entre Juniper Hill et Millbank Avenue. Ces changements signifiaient que l'itinéraire utilisait Station Road (B185) pour la première fois et a vu l'introduction de York Corner. Le pont Shell Hill, une partie emblématique du parcours original, a été utilisé pour la dernière fois en 1979.
En 1980, une nouvelle route de liaison, de University Corner à Ballysally Roundabout, a été introduite. Une chicane a été introduite juste avant l'approche du virage de Juniper Hill en 1983 et en 1988, des améliorations ont été apportées à Mather's Cross et la chicane de départ/arrivée a été introduite pour réduire les vitesses autour de Primrose Hill et permettre un accès plus sûr à la voie des stands.
Fin 2009, Mather's Cross a été élargi afin d'améliorer la sécurité du virage et des améliorations de sécurité ont été apportées à la zone du virage de la gare.

## Les pilotes

### Vainqueurs et recordmen
Jack Brett a passé le premier la vitesse moyenne de 160 km/h sur un tour sur une Norton 500 cm3 en 1957. Puis le tour le plus rapide a été enregistré à 205 km/h de moyenne par Tom Herron (en) lors de la course North West 200 de 1978.
En 2004, Michael Rutter est devenu le premier pilote à enregistrer une vitesse de pointe supérieure à 322 km/h sur le parcours. Lors des essais du mardi en 2012, Martin Jessopp a établi un nouveau record de vitesse instantanée, atteignant 335 km/h à l'approche de University Corner.
Alastair Seeley d'Irlande du Nord, détient le nombre record de 29 victoires. Robert Dunlop était le précédent détenteur du record avec 15 victoires. Michael Rutter a remporté quatorze courses. Joey Dunlop (le frère de Robert) a remporté treize courses. Michael Dunlop et William Dunlop (tous deux fils de Robert) ont également remporté des courses au North West 200.
Les premières années de l'événement ont été dominées par les constructeurs de motos britanniques, en particulier Norton. 2010 a vu BMW remporter sa première victoire lors de l'événement et être également le premier constructeur non japonais à remporter une victoire depuis 1997. Yamaha est le seul constructeur à avoir fait le grand chelem, remportant les cinq courses en 1979. Ce n'est qu'en 1964 que Honda remporte la première de ses 86 victoires.
| 29 | Alastair Seeley  |                 |                |               |                  |                |                  |                   |   |             |  |  |  |  |  |  |  |
| 15 | Robert Dunlop    |                 |                |               |                  |                |                  |                   |   |             |  |  |  |  |  |  |  |
| 14 | Michael Rutter   |                 |                |               |                  |                |                  |                   |   |             |  |  |  |  |  |  |  |
| 13 | Joey Dunlop      |                 |                |               |                  |                |                  |                   |   |             |  |  |  |  |  |  |  |
| 11 | Phillip McCallen | Glenn Irwin     | Glenn Irwin    | Glenn Irwin   | Glenn Irwin      | Glenn Irwin    | Glenn Irwin      | Glenn Irwin       |   |             |  |  |  |  |  |  |  |
| 10 | Bruce Anstey     |                 |                |               |                  |                |                  |                   |   |             |  |  |  |  |  |  |  |
| 9  | Tony Rutter      |                 |                |               |                  |                |                  |                   |   |             |  |  |  |  |  |  |  |
| 8  | Ian Lougher      | Steve Plater    |                |               |                  |                |                  |                   |   |             |  |  |  |  |  |  |  |
| 6  | Steve Cull       | John McGuinness |                |               |                  |                |                  |                   |   |             |  |  |  |  |  |  |  |
| 5  | Arthur Wheeler   | Tommy Robb      | John Williams  | Mick Grant    | Woolsey Coulter  | Ian Simpson    | Ryan Farquhar    | Michael Dunlop    |   |             |  |  |  |  |  |  |  |
| 4  | Bob McIntyre     | David Jefferies | Jimmie Guthrie | Ernie Nott    | Eddie Laycock    | William Dunlop | Lee Johnston     |                   |   |             |  |  |  |  |  |  |  |
| 3  | Alan Shepherd    | Artie Bell      | Callum Ramsey  | Geoff Duke    | Charlie Williams | Jim Moodie     | Eric Fernihough  | Ralph Bryans      |   |             |  |  |  |  |  |  |  |
| 3  | Ray McCullough   | Rod Gould       | Trevor Nation  | Tom Herron    | Sammy Miller     | Ian Hutchinson | Martin Jessopp   | Jeremy McWilliams |   |             |  |  |  |  |  |  |  |
| 2  | Alistair King    | Andy Watts      | Bob Anderson   | Carl Fogarty  | Charlie Manders  | John White     | Derek Chatterton | Derek Ennett      |   |             |  |  |  |  |  |  |  |
| 2  | Donny Robinson   | Fred Stevens    | Gary Cowan     | Graham Wood   | Ian Newton       | Jack Brett     | John Blanchard   | John Cooper       |   |             |  |  |  |  |  |  |  |
| 2  | Kevin Mitchell   | Peter Williams  | Phelim Owens   | Dick Creith   | Robert Holden    | Roger Marshall | Steve Hislop     | Tim Hunt          |   |             |  |  |  |  |  |  |  |
| 2  | Walter Rusk      | Olie Linsdell   | Ivan Lintin    | Peter Hickman |                  |                |                  |                   | 1 | Dickie Dale |  |  |  |  |  |  |  |

### Pilotes décédés
- Le samedi noir, comme on l'appelle, est considéré comme le jour le plus sombre de l'histoire de l'événement après que des accidents ont coûté la vie à trois coureurs, Tom Herron, Brian Hamilton tués sur le coup et Frank Kennedy, décédé des mois plus tard des suites de ses blessures.
- Robert Dunlop est mort le 15 mai 2008 alors qu'il s'entraînait en 250 cm3. L'incident s'est produit alors qu'il approchait de Mather's Cross lors de la séance d'entraînement. Robert a été éjecté par-dessus son guidon à environ 250 km/h. Son compatriote Darren Burns qui suivait immédiatement et est entré en collision avec Robert. Il a été relevé avec une jambe cassée et une commotion cérébrale. Robert qui a subi de graves blessures à la poitrine est décédé à l'hôpital peu de temps après[10].
- Mark Young, vingt-deux ans, est décédé lors de l'événement de 2009 le 17 mai 2009. C'était la première course de Young au North West 200 bien qu'il ait une expérience de la course sur route[11].
- Mark Buckley, 35 ans, a subi un accident mortel sur l'avenue Millbank à l'extérieur de Portstewart lors de la course Superstock le 19 mai 2012. Il a été transporté à l'hôpital mais est décédé plus tard des suites de ses blessures. Aucun autre concurrent n'a été impliqué dans cet incident[12].
- Simon Andrews a chuté et a glissé sur l'asphalte puis est entré en collision tête la première avec un trottoir après un freinage à grande vitesse à Portrush, dans le comté d'Antrim. Après avoir reçu une intervention médicale immédiate par les médecins de la course, Andrews a été transporté par avion à l'hôpital Royal Victoria de Belfast dans un état critique après avoir subi cet accident à grande vitesse à l'approche du virage Metropole. Andrews participait à la deuxième course Superstock de l'événement à bord de sa BMW. Il est décédé à l'hôpital le 19 mai 2014 des suites de ses blessures, à l'âge de 31 ans[13].
- Malachi Mitchell-Thomas est décédé des suites d'un accident au troisième tour de la course Supertwins au Vauxhall International North West 200 le 14 mai 2016. Le jeune homme de 20 ans de Chorley dans le Lancashire a perdu le contrôle de sa Burrows Engineering Kawasaki à l'approche de Colline noire. La course a été immédiatement arrêtée au drapeau rouge et Malachi a été pris en charge par le personnel de l'équipe médicale mais a succombé à ses blessures sur les lieux. Aucun autre motard n'a été impliqué dans l'incident. La course a ensuite été arrêtée[14].Un groupe de coureurs entrant dans York Corner en 2009.

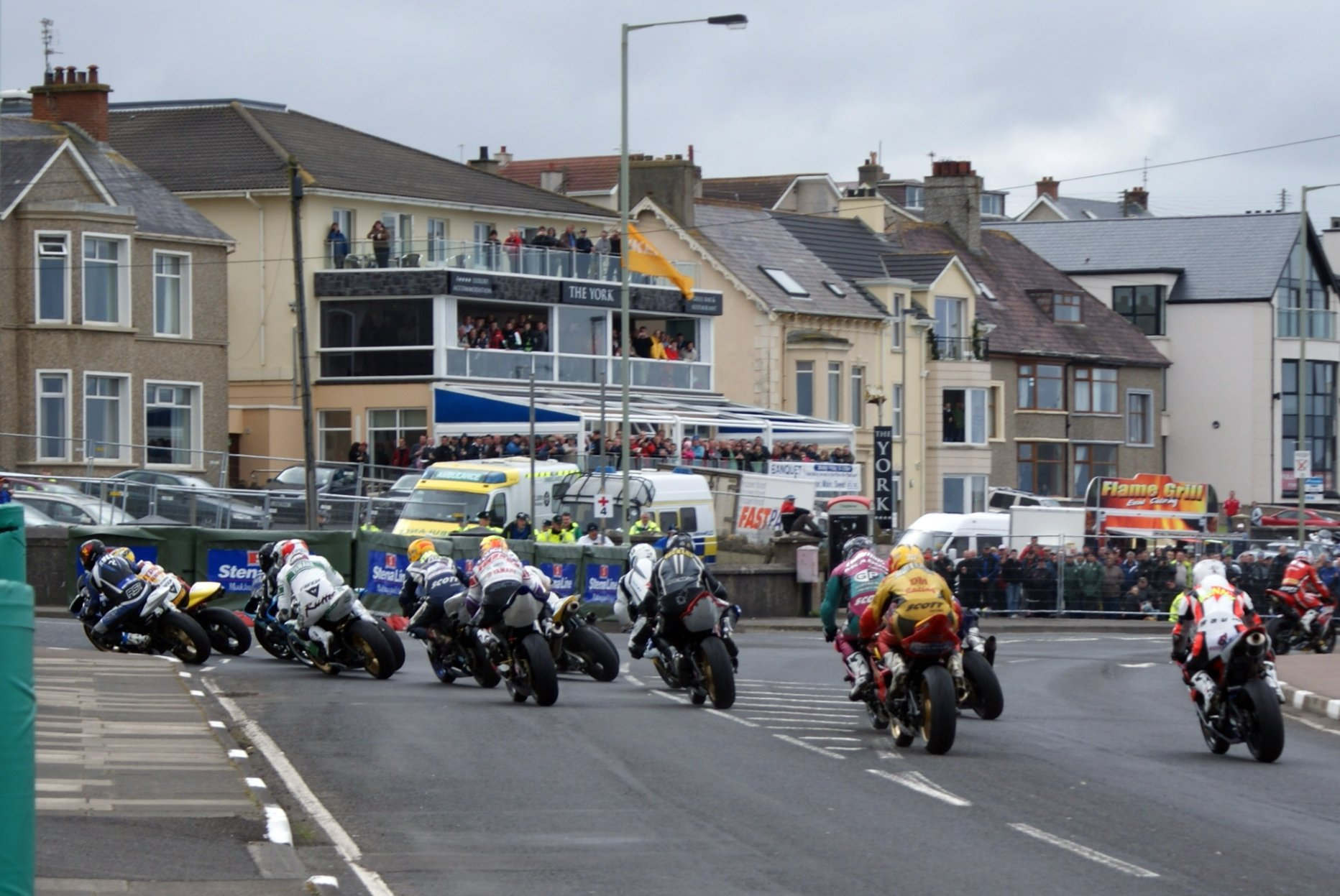
Un groupe de coureurs entrant dans York Corner en 2009.

- Outre ces huit pilotes, onze autres ont trouvé la mort sur ce circuit :
  1. Norman Wainwright (1939)
  2. P.L.Phillips (1949)
  3. William Bennison (1951)
  4. L.G.Aislabie (1956)
  5. Andrew Manship (1970)
  6. Graham Fish (1973)
  7. Mervyn Robinson (1980)
  8. John Newbold (1982)
  9. Pat McLaughlin (1986)
  10. Steve Bull (1987)
  11. Donny Robinson (1999)

## Couverture médiatique

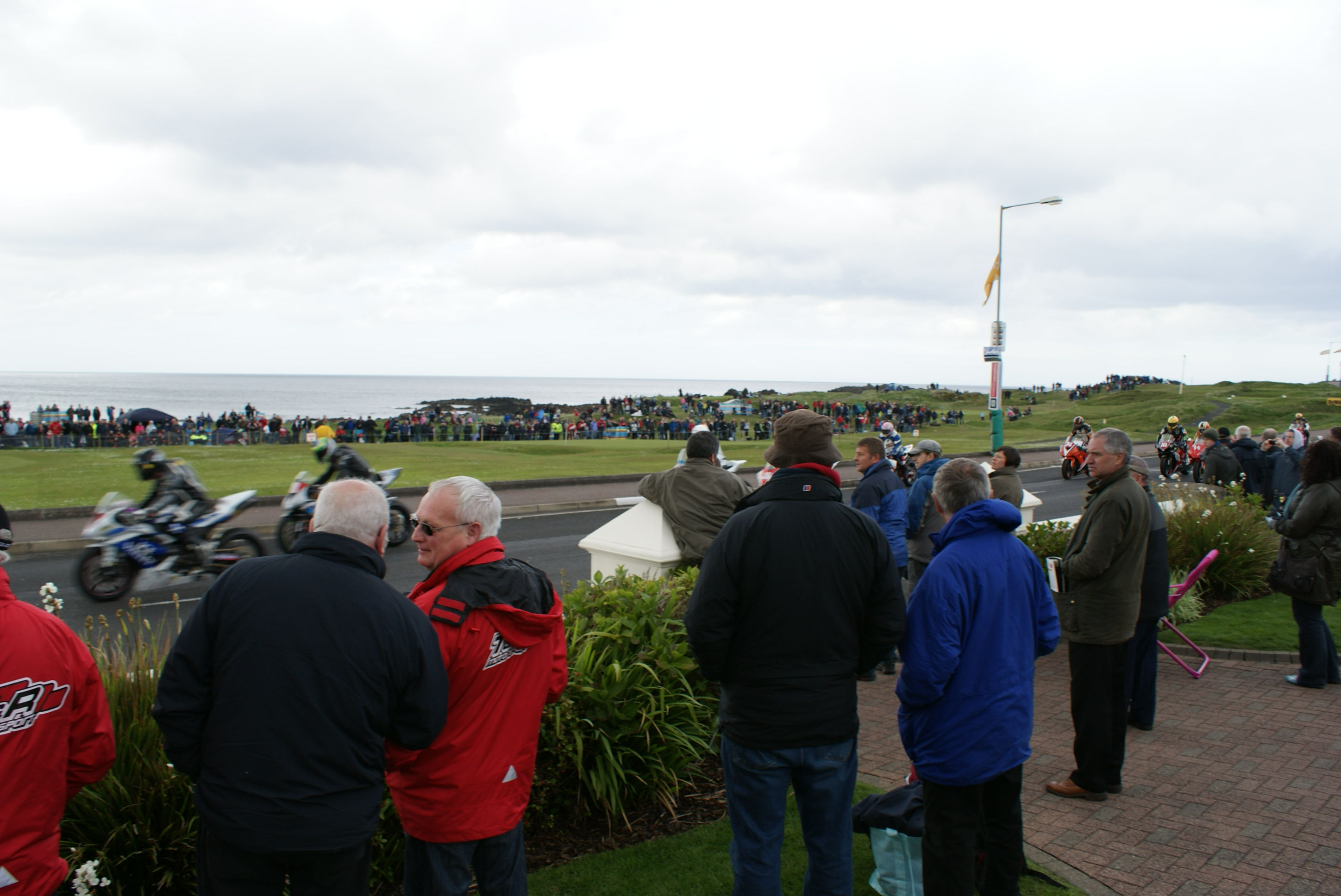
Spectateurs appréciant l'événement 2009.

### Télévision
L'événement est couvert par BBC Northern Ireland après avoir été couvert par UTV. Toutes les courses sont en direct sur le BBC iPlayer. Il y a également une couverture radio en direct sur BBC Radio Ulster et des commentaires textuels en direct sur le site Web de BBC Sport NI.
BBC NI diffuse également des programmes phares présentés par Stephen Watson, généralement les dimanches et lundis soir après l'événement. Les commentateurs de la BBC incluent le commentateur de la BBC MotoGP Steve Parrish et le quintuple vainqueur en une seule journée Phillip McCallen. En 2022, il a été annoncé que BBC Sport NI avait prolongé son contrat pour assurer la couverture de l'événement jusqu'en 2026.

### Jeux vidéo
Le North West 200 figure dans le titre PlayStation 2 de Jester Interactive TT Superbikes: Real Road Racing sorti fin mai 2008. Il s'agit de la suite de leur top 10 des jeux TT Superbikes sorti en 2005.
Il est également présenté dans Ride 2 de Milestone pour PlayStation 4, Xbox One et PC.